# Cim de Bordellat
El Cim de Bordellat és una muntanya de 1.368,5 metres del límit dels termes comunal de la Menera, a la comarca del Vallespir, de la Catalunya del Nord, i municipal de Camprodon, a la comarca del Ripollès, però dins de l'antic terme de Beget, que pertany a la Garrotxa. Es troba a l'extrem meridional del terme de la Menera i al nord de l'antic terme de Beget, ara de Camprodon. És a la carena principal dels Pirineus, de manera que exerceix de frontera municipal, comarcal i estatal. És al nord-oest del Puig de Coma Negra i de la Collada Fonda.